# Tya
Tya is een kevergeslacht uit de familie van de boktorren (Cerambycidae). De wetenschappelijke naam van het geslacht werd voor het eerst geldig gepubliceerd in 1940 door McKeown.

## Soorten
Tya is monotypisch en omvat slechts de volgende soort:
- Tya stellata McKeown, 1940